# 龜甲橋
龜甲橋是日本三重县津市的一座桥梁，为三跨人行桥，每跨长37.5米，宽2.1米，1991年竣工。